# Pissijärvi
Pissijärvi är en sjö i Pajala kommun i Norrbotten och ingår i Torneälvens huvudavrinningsområde. Sjön har en area på 0,061 kvadratkilometer och ligger 160 meter över havet. Pissijärvi ligger i Torne och Kalix älvsystem Natura 2000-område.

## Delavrinningsområde
Pissijärvi ingår i det delavrinningsområde (749117-184042) som SMHI kallar för Mynnar i Muonioälvens vattendragsyta. Medelhöjden är 161 meter över havet och ytan är 64,69 kvadratkilometer. Räknas de 21 avrinningsområdena uppströms in blir den ackumulerade arean 628,61 kvadratkilometer. Kaunisjoki som avvattnar avrinningsområdet har biflödesordning 3, vilket innebär att vattnet flödar genom totalt 3 vattendrag innan det når havet efter 216 kilometer. Avrinningsområdet består mestadels av skog (59 procent) och sankmarker (38 procent). Avrinningsområdet har 0,12 kvadratkilometer vattenytor vilket ger det en sjöprocent på 0,2 procent.